# Ziger
Ziger är en bergstopp i Schweiz. Den ligger i distriktet Wahlkreis Sarganserland och kantonen Sankt Gallen, i den östra delen av landet. Toppen på Ziger är 2 074 meter över havet.
Den högsta punkten i närheten är Leist, 2 222 meter över havet, 1,3 km väster om Ziger.
I omgivningarna runt Ziger finns i huvudsak kala bergstoppar.